# Santa Maria del Rosario in Prati
Santa Maria del Rosario in Prati ou Igreja de Nossa Senhora do Rosário em Prati é uma igreja de Roma, Itália, localizada no rione Prati, na via degli Scipioni. É dedicada a Nossa Senhora do Rosário e sede da paróquia homônima.

## História
Esta igreja foi construída no início do século XX, entre 1912 e 1916, em estilo neogótico, pelo arquiteto Giuseppe Ribaldi. É uma igreja paroquial desde 1912 e está aos cuidados dos dominicanos.
A entrada da igreja, que está de frente para a via degli Scipioni, está protegida por um portão de ferro forjado; a fachada conta com uma rosácea e um mosaico numa luneta. O interior conta com uma nave ladeada por dois corredores separados por colunas e cinco arcos de cada lado. As pinturas no interior são de Giovan Battista Conti. No altar-mor, na abside no final da nave, está um tríptico de "Nossa Senhora do Rosário"; decoram a semicúpula da abside três vitrais coloridos que criam um belo efeito de luz. Na contra-fachada está um mosaico, "Nossa Senhora de Pompeia" (em latim: Madonna di Pompei) e um afresco, "Árvore da profecia de Maria".

## Galeria

Imagens da igreja
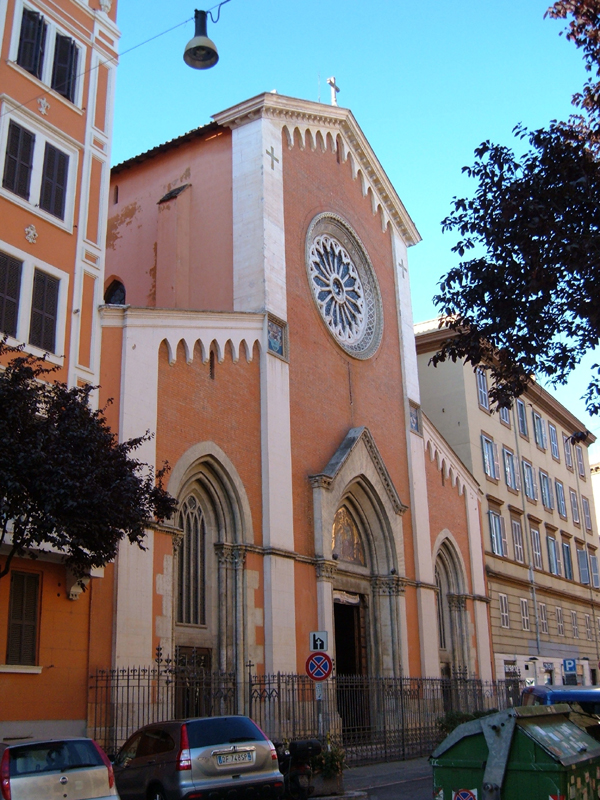
Vista da igreja na via degli Scipioni.
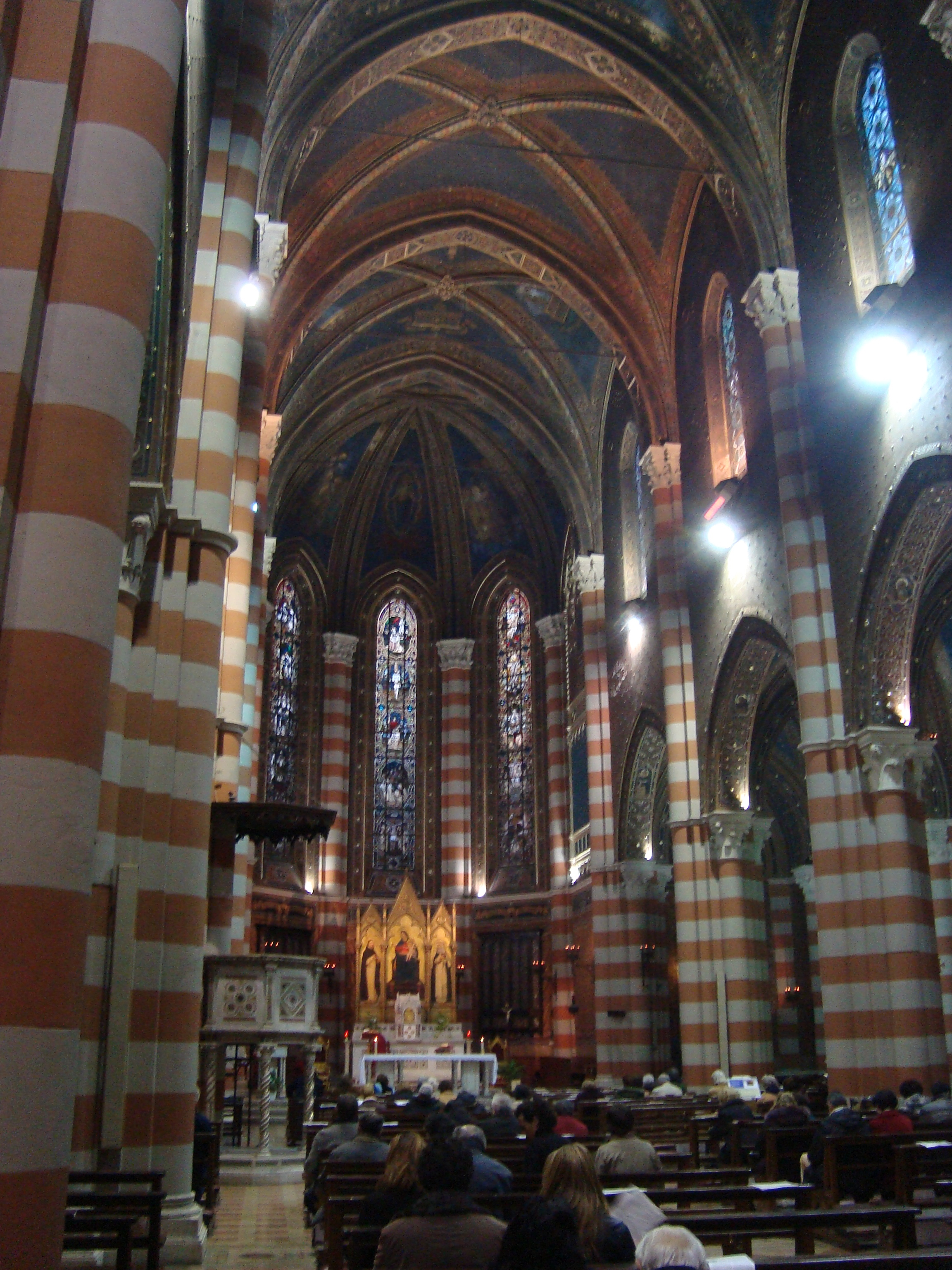
Interior neogótico.